# Michael Kerr, 13. Marquess of Lothian

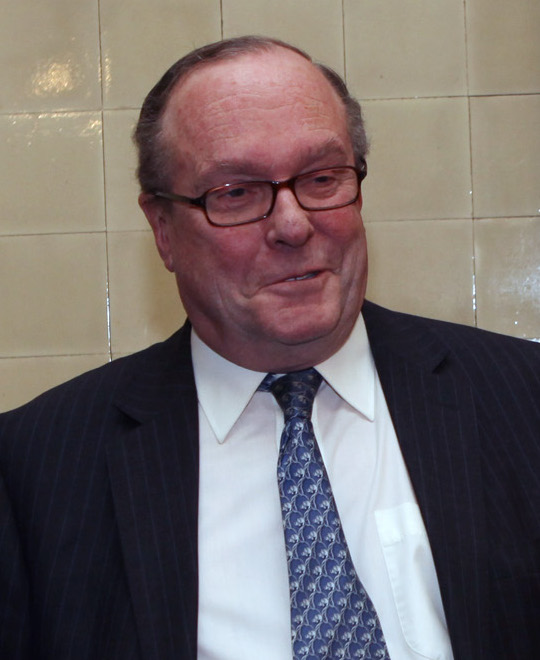
Lord Lothian (2012)

Michael Andrew Foster Jude Kerr, 13. Marquess of Lothian PC (* 7. Juli 1945 in London; † 1. Oktober 2024) war ein britischer Peer und Politiker. Zu Lebzeiten seines Vaters führte er als dessen Heir apparent den Höflichkeitstitel Earl of Ancram und war davon abgeleitet auch unter dem Kurznamen Michael Ancram bekannt.

## Biografie
Er war der älteste Sohn von Peter Francis Walter Kerr, 12. Marquess of Lothian, aus dessen Ehe mit Antonella Newland, und studierte nach dem Besuch des Ampleforth College am Christ Church College der University of Oxford sowie an der University of Edinburgh.
Seine politische Laufbahn begann, als er 1974 als Kandidat der Conservative Party zum Abgeordneten des House of Commons gewählt wurde, in dem er bis 1979 den Wahlkreis Berwickshire and East Lothian und danach den Wahlkreis Edinburgh South vertrat. Von 1992 bis 2010 war er Abgeordneter für den Wahlkreis Devizes.
Zwischen 1983 und 1987 war er in der Regierung von Premierministerin Margaret Thatcher Parlamentarischer Staatssekretär im Ministerium für Schottland. In der Regierung von Thatchers Nachfolger John Major war er zunächst 1993 Parlamentarischer Staatssekretär und danach bis 1997 Staatsminister im Ministerium für Nordirland.
1998 wurde er Vorsitzender (Chairman) der Conservative Party. 2001 bewarb er sich als Parteiführer (Leader) der Konservativen, unterlag jedoch Iain Duncan Smith. Dieser berief ihn jedoch bis 2005 in sein Schattenkabinett als Minister für Auswärtige und Commonwealth-Angelegenheiten. Zugleich war er in dieser Zeit Stellvertretender Oppositionsführer (Deputy Leader of the Opposition) im Unterhaus. Zuletzt war er 2005 auch kurzzeitig Verteidigungsminister im konservativen Schattenkabinett.
Beim Tod seines Vaters erbte er 2004 dessen Adelstitel als 13. Marquess of Lothian, mit denen seit 1999 aber keine Oberhausmitgliedschaft mehr verbunden war. Am 22. November 2010 wurde Ancram dann schließlich doch noch Mitglied des House of Lords, als ihm eine Life Peerage mit dem Titel Baron Kerr of Monteviot, of Monteviot in Roxburghshire, verliehen wurde.
Er starb am 1. Oktober 2024 nach kurzer Krankheit im Alter von 79 Jahren.

## Ehe und Nachkommen
Er war seit 1975 mit Lady Theresa Jane Fitzalan-Howard, einer Tochter des 16. Duke of Norfolk, verheiratet. Sie ist seit 2017 16. Lady Herries of Terregles. Mit ihr hatte er drei Töchter:
- Sarah Margaret Kerr (*/† 1976);
- Lady Clare Therese Kerr (* 1979);
- Lady Mary Cecil Kerr (* 1981).

Da er keine Söhne hinterließ, fielen seine erblichen Adelstitel an seinen Bruder Lord Ralph Kerr (* 1957) als 14. Marquess.